# Хуйду, Флорин
Флорин Хуйду (рум. Florin Huidu; 24 апреля 1976, Вэлений-де-Мунте) — румынский гребец-каноист, выступал за сборную Румынии во второй половине 1990-х годов. Участник двух летних Олимпийских игр, серебряный призёр чемпионата Европы, победитель многих регат национального и международного значения.

## Биография
Флорин Хуйду родился 24 апреля 1976 года в городе Вэлений-де-Мунте жудеца Прахова.
Благодаря череде удачных выступлений удостоился права защищать честь страны на летних Олимпийских играх 1996 года в Атланте — в зачёте одиночных каноэ на дистанции 500 метров сумел дойти лишь до стадии полуфиналов, где финишировал пятым.
Первого серьёзного успеха на взрослом международном уровне Хуйду добился в 1999 году, когда попал в основной состав румынской национальной сборной и побывал на чемпионате Европы в хорватском Загребе, откуда привёз награду серебряного достоинства, выигранную в программе четырёхместных экипажей на пятистах метрах совместно с такими гребцами как Георге Андриев, Флорин Попеску и Митикэ Прикоп — в решающем заезде его опередила только сборная России.
Будучи одним из лидеров гребной команды Румынии, Хуйду благополучно прошёл квалификацию на Олимпийские игры 2000 года в Сиднее — стартовал в одиночках на пятистах и тысяче метрах, в обоих случаях остановился в полуфиналах, показав четвёртый и пятый результаты соответственно. Вскоре по окончании этих соревнований принял решение завершить карьеру профессионального спортсмена, уступив место в сборной молодым румынским гребцам.